# 女神座ATHENA
女神座ATHENA（めがみざあてな）は日本の劇団。2011年10月設立。女神座アテナと表記される場合もある。2011年6月に解散した劇団女神座をリニューアルした劇団である。

## 概要
- 出演者は全員女性アイドルである。
- 前身である劇団女神座が、解散後、パワーアップして新しく旗揚げした劇団である。[1]
- 劇団女神座が旗揚げした時と同じく、ハロウィンパーティで旗揚げを発表した。
- 演劇情報インターネット番組の老舗「カンフェティLIVE」に、ゲスト出演。カンフェティchからのリニューアル第１回目を飾った。尚、山川ひろみは、同番組の臨時司会も務めた実績がある。
- 2016年より、「よみきかせリーディングライブ、天使の図書室」企画を上演。
- 岩永亞美、大矢真那、竹内舞が、SKE48、宇井真白がHKT48、卒業後初の舞台作品として出演している。

## 劇団女神座との違い
- 大手プロダクションも参入し、出演者と内容の向上が図られている。
- これまで、舞台監督としてクレジットされていた山口喬司が、作・演出を担当している。
- ポイントカードによる面会システムを導入している。（通常公演のみ）

## 出演者
- 第1回公演・・・日野麻衣、山川ひろみ、原田里佳子、三田寺理紗、涼本めぐみ、澤村佳奈、古河結子、蒼井ちあき、森実咲、水崎綾、守永七彩、河合風花
- 第2回公演・・・冨手麻妙、山川ひろみ、日野麻衣、三田寺理紗、池上紗理依、守永七彩、門田典子、鈴木絵未里、宮島沙絵、古河結子
- 第3回公演・・・山川ひろみ、篠原冴美、市川咲、三田寺理紗、秋山ゆずき、日野ありす、古河結子、里佳津乃、辻野泉葉、前田明日香
- 第4回公演・・・高橋胡桃、山川ひろみ、高橋ナツミ、和地つかさ、青山ひかる、藤原亜紀乃、 辰見栞、谷岡真由子
- ダンス公演『アテナ・ダンスクラメーション』Vol.01・・・山川ひろみ、百瀬美鈴、 五十畑愛、可愛りおん、中嶋こゆき、晴野未子、松崎カンナ、操みさこ、他
- 第5回公演・・・高橋胡桃、山川ひろみ、見上瑠那、白峰ゆき菜、飯沼朱李、篠原ゆり、橘さり、他
- リーディングライブ「天使の図書室」Vol.01・・・安藤遥、岩永亞美、山川ひろみ
- リーディングライブ「天使の図書室」Vol.02・・・今出舞、酒井瞳、山川ひろみ
- 第6回公演・・・今出舞、山川ひろみ、木村葉月、他
- リーディングライブ「天使の図書室」Vol.03・・・大矢真那、竹内舞、山川ひろみ、若林倫香
- リーディングライブ「天使の図書室」Vol.04・・・宇井真白、後藤夕貴、橋本愛奈、山川ひろみ

## 主なスタッフ
- プロデューサ 葉山創一
- 脚本　山口喬司
- 演出　山口喬司
- 舞台監督・衣装　黒子すたいる
- 照明　LightningOfficeアルティプラノ
- 美術　工房Ｆ
- 殺陣　藤田清二
- 振付　山口喬司,Mutsumi

## 公演記録
- 第1回公演『冬椿』（2011年12月8日～12月11日）
- 第2回公演『ぱぢゃまdeおじゃま』（2012年4月28日～4月30日）[2]
- 第3回公演『ルクリアクリア』（2013年12月21日～12月23日）
- 第4回公演『APHΣ REBELLION』（2015年2月26日～3月1日）
- ダンス公演『アテナ・ダンスクラメーション』Vol.01（2015年7月11日～7月12日）
- 第5回公演『APHΣ REBELLION -T-』（2015年8月20日～8月23日）
- よみきかせリーディングライブ『天使の図書室』Vol.01（2016年4月23日・4月24日）
- よみきかせリーディングライブ『天使の図書室』Vol.02 ～チョコレート・ダイアリー～（2017年2月11日・2月12日）
- 第6回公演『聖餐のプシュコマキア』（2017年9月8日～9月10日）
- よみきかせリーディングライブ『天使の図書室』Vol.03 ～新春！ほっこりおとぎ茶屋～（2018年1月27日・1月28日）
- よみきかせリーディングライブ『天使の図書室』Vol.04 ～読書の秋！名作童話選～（2018年9月1日・9月2日）

## イベント記録
- 2011年10月29日「旗揚げ記念ハロウィンパーティ」
- 2012年3月20日「チケット先行発売イベント」

## リンク
- 女神座アテナ（公式サイト）
- 高田馬場ラビネスト（劇場）